# Childress
Childress és una ciutat i seu del Comtat de Childress a l'estat de Texas dels Estats Units d'Amèrica.

## Demografia
Segons el cens dels Estats Units del 2000 Childress tenia 6.778 habitants, 2.116 habitatges, i 1.369 famílies. La densitat de població era de 317,2 habitants per km².
Dels 2.116 habitatges en un 31,3% hi vivien nens de menys de 18 anys, en un 48,9% hi vivien parelles casades, en un 12,6% dones solteres, i en un 35,3% no eren unitats familiars. En el 32,8% dels habitatges hi vivien persones soles el 18% de les quals corresponia a persones de 65 anys o més que vivien soles. El nombre mitjà de persones vivint en cada habitatge era de 2,37 i el nombre mitjà de persones que vivien en cada família era de 3,01.
Per edats la població es repartia de la següent manera: un 21,7% tenia menys de 18 anys, un 13,1% entre 18 i 24, un 31,3% entre 25 i 44, un 18,3% de 45 a 60 i un 15,6% 65 anys o més.
L'edat mitjana era de 36 anys. Per cada 100 dones de 18 o més anys hi havia 157,6 homes.
La renda mitjana per habitatge era de 26.536 $ i la renda mitjana per família de 33.323 $. Els homes tenien una renda mitjana de 25.365 $ mentre que les dones 19.442 $. La renda per capita de la població era d'11.708 $. Aproximadament el 14,6% de les famílies i el 18,6% de la població estaven per davall del llindar de pobresa.

## Poblacions properes
El següent diagrama mostra les poblacions més properes.